# Пакт Сааведра Ламаса
Пакт Сааведра Ламаса (исп. Pacto antibélico Saavedra Lamas) — антивоенный договор о ненападении и примирении, получивший своё название в честь его автора — аргентинского министра иностранных дел Карлоса Сааведра Ламаса. Подписан большинством стран Латинской Америки и США в октябре-декабре 1933 года. Позже к пакту присоединились Турция и ряд европейских стран. Работа над договором велась в обстановке обострения соперничества аргентинской и североамериканской дипломатий, а также скрытой экономической конкуренции США и Великобритании, под влиянием которой находилась Аргентина.

## История
Первоначальный авторитет США в странах американского континента начал падать со всё усиливающимся вторжением «гринго» во внутренние дела южных соседей. Несмотря на провозглашённую доктрину Монро, о невозможности вмешательства европейских держав в дела Нового света, Вашингтон предпочёл остаться в стороне в конфликте 1902 года между Венесуэлой и её кредиторами — Великобританией, Германией и Италией, осуществлявшими морскую блокаду страны-должника. Это вызвало негатив в отношении США со стороны латиноамериканских стран, и наоборот, проявление симпатии аргентинской стороне, поддержавшей Каракас. Министром иностранных дел Луисом Марией Драго была предложена доктрина, названная в честь автора, по урегулированию подобных вопросов. Позже, уже участвуя в работе Лиге Наций, аргентинская дипломатия заняла проанглийские позиции. В американских СМИ появилась серия статей, в которых правительство в Буэнос-Айресе обвинялось в экономической войне против США. Аргентинская пресса отвечала взаимностью. Озабоченное усилением вмешательства американцев во внутренние дела латиноамериканских республик, правительство Агустина Хусто провело крупную дипломатическую акцию.
Летом 1932 года был выработан проект соглашения, первоначально названного «Южноамериканским антивоенным договором». Карлос Сааведра Ламас, в статье № 3, провозглашал отказ от вооружённого и дипломатического вмешательства в дела какого-либо государства. Используя этот лозунг, «Розовый дом» попытался консолидировать страны латиноамериканского региона против экспансии США. В официальной печати же сообщалось, что предлагаемый договор соответствует целям и принципам как пакта Бриана — Келлога, так и заключенных ранее межамериканских соглашений и является новым инструментом для поддержания мира. Договор состоял из 17 статей.
10 октября 1933 года в городе Рио - де - Жанейро пакт подписали представители таких стран, как Аргентина, Парагвай, Бразилия, Уругвай, Чили и Мексика. Ещё до этого Вашингтон в марте 1933 года заявил, что отныне будет придерживаться политики «доброго соседа». Развивая эту линию, госсекретарь США Корделл Халл на встрече с Сааведра Ламасом добился улучшения отношений двух стран. США подписали пакт Сааведра Ламаса, Аргентина в свою очередь, подписала пакт Бриана — Келлога. Тем самым, США предотвратили создание враждебного им блока латиноамериканских государств. Пакт подписали и ратифицировали такие европейские государства, как Италия, Болгария, Чехословакия, Финляндия, Румыния, Испания, Югославия, Греция, Норвегия и Португалия.

## Итог
Первоначально создававшийся как антиамериканский и антивоенный, пакт, по сути, неоднократно нарушался. К примеру, член договора Италия, в 1935 году начала военную кампанию в Эфиопии.